# Gare de Rychkovo
La gare de Rychkovo (en russe : Станция Рышково) est une gare ferroviaire russe, située dans la ville de Koursk, en Russie.

## Histoire
La gare de Rychkovo est reliée à plus de cinquante entreprises et constitue donc, principalement une gare de fret. Le terminal de la gare est à un étage, construit selon un projet standard.